# Kanalgatan, Jönköping

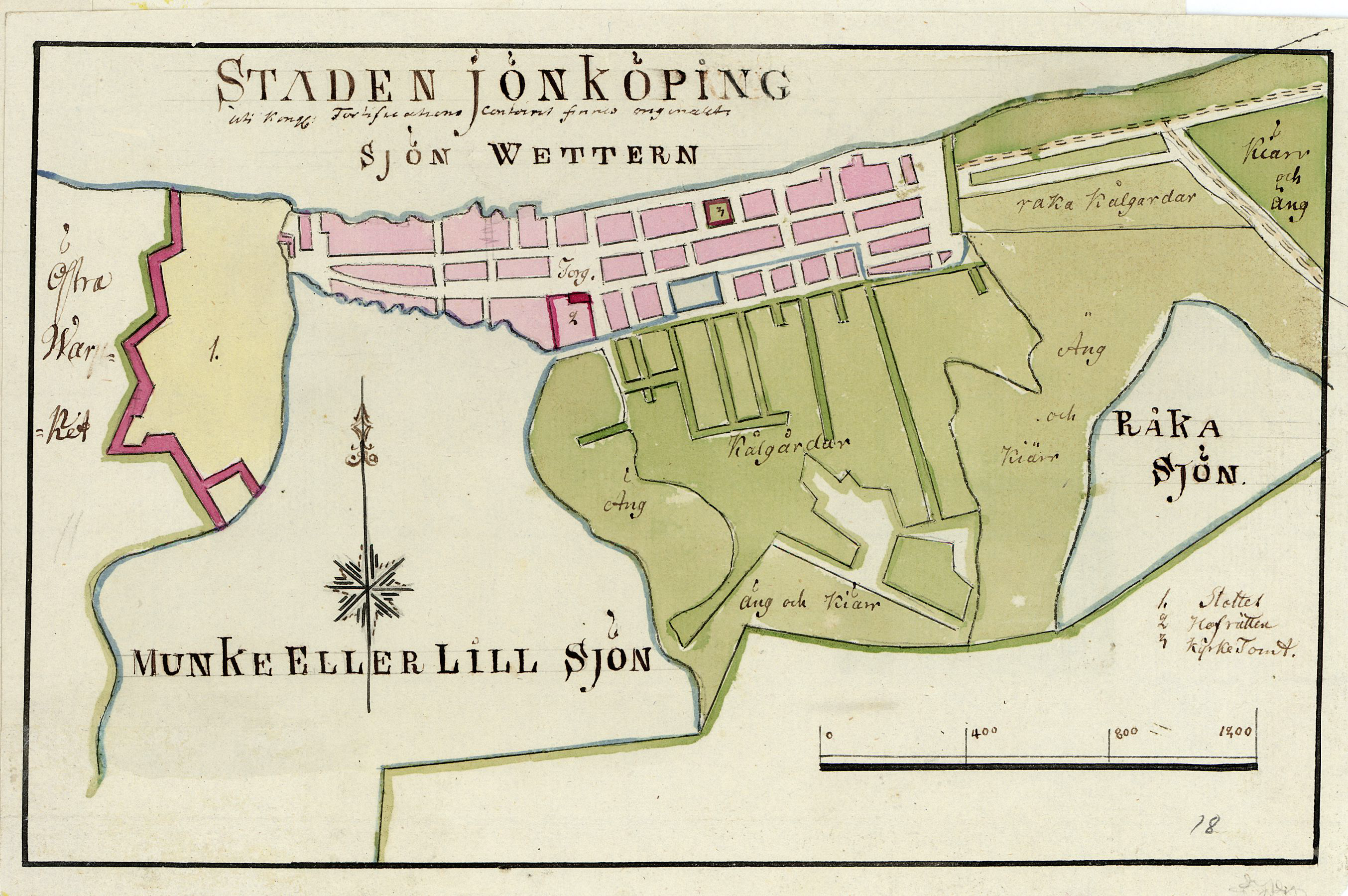
Karta från mellan 1790 och 1805. På södra sidan av Smedjegatan ligger Lillsjöraden vid Munksjön.

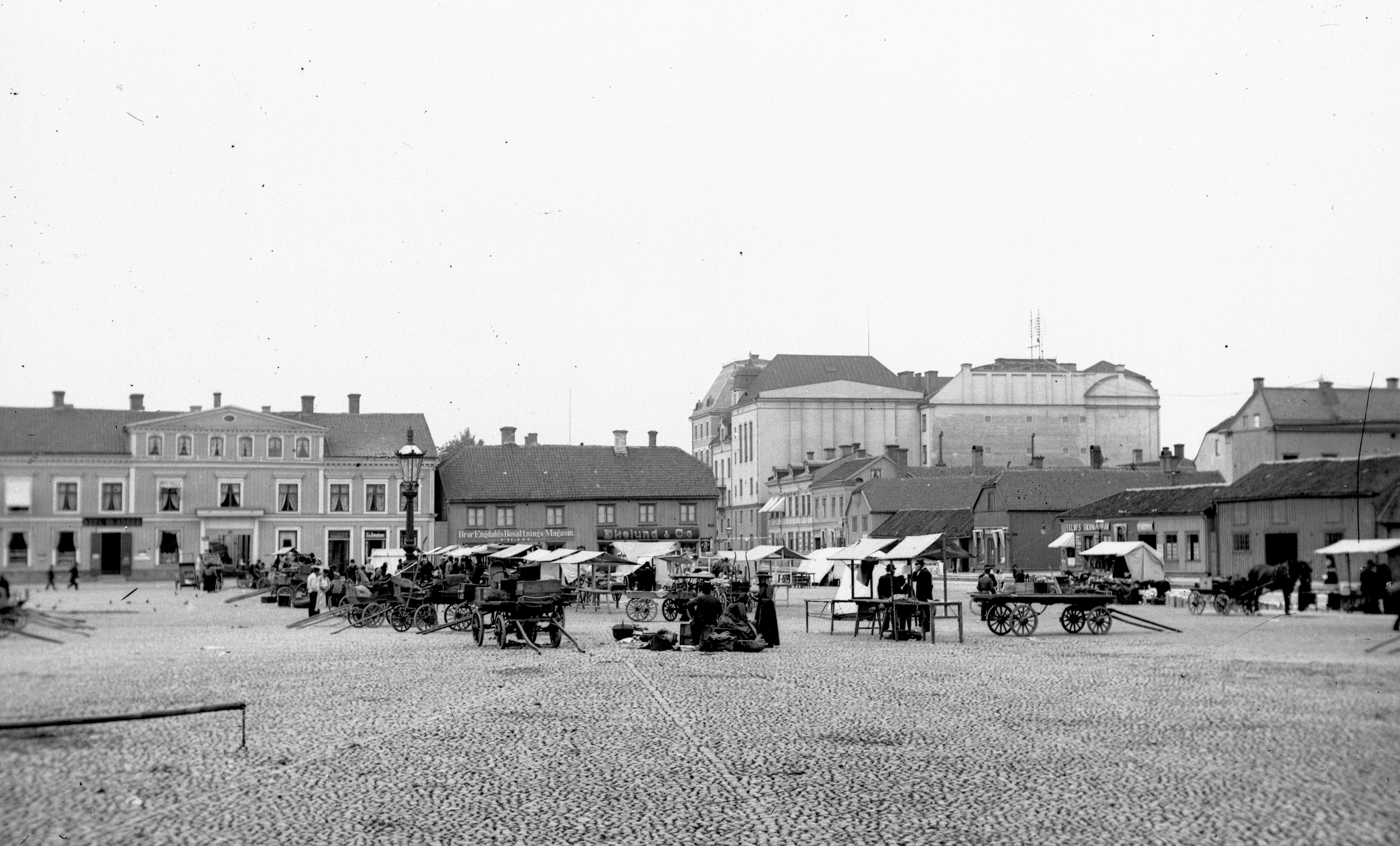
Östra Torget omkring 1915. Bilden är tagen mot torgets västra och norra sidor. Torgets norra sida med Kanalgatan är i bildens högra del. Det höga huset i bakgrunden är brandväggen på baksidan av Jönköpings teater och Grand Hotel.

Kanalgatan är en gata i stadsdelen Öster i Jönköping. Den går mellan Hovrättstorget och nuvarande Vedtorget och Tullportsgatan. Den har en fortsättning väster om Hovrättstorget i Smedjegatan.
Jönköping grundades på 1200-talet och staden byggdes väster om Hamnkanalen. År 1612 brändes staden ned inför en väntad dansk belägring av Jönköpings slott. När staden därefter byggdes upp igen, gjordes detta på sandreveln Sanden öster om Hamnkanalen. Östra Storgatan och Smedjegatan, med dess förlängning i Kanalgatan, blev de två öst-västliga stråken i den nya staden.

## Breda hamnen
Från 1600-talet grävdes en hamnbassäng, där nu Östra torget ligger. Skutorna kom dit via en grävd kanal norrut från Munksjön. Den började österut vid det som senare blev Fisktorget och rundade Göta Hovrätt tomt upp till sydöstra hörnet av nuvarande Hovrättstorget via Västra Holmgatan (från 1961 Museigatan). Därifrån gick den i rät vinkel österut  i det som nu är Kanalgatan fram till Breda hamnen. Från denna hamnbassäng fortsatte kanalen, nu som en dräneringskanal, i Kanalgatan fram några kvarter till nuvarande Ulfsparregatan och därifrån i krökar söderut och österut och därefter i bikanaler norrut i västra kanten av nuvarande Vedtorget över Båtsmansbacken till Vättern vid Liljeholmen samt i sydostlig riktning till Rocksjön.
Hamnbassängen fylldes igen 1828–1830, och på dess plats anlades Östra torget. Detta kompletterade det befintliga Stortorget (numera Hovrättstorget) som marknadsplats och kom så småningom att helt ersätta detta.

## Igenfyllning av kanalen
Kanalen fylldes igen 1926–1927 och alléträd planterades på dess plats. Namnen Norra och Södra Kanalgatan ersattes av Kanalgatan, samtidigt som gatan breddades det sista kvarteret mot Tullportsgatan och fick en enhetlig bredd.

## Byggnader vid Kanalgatan

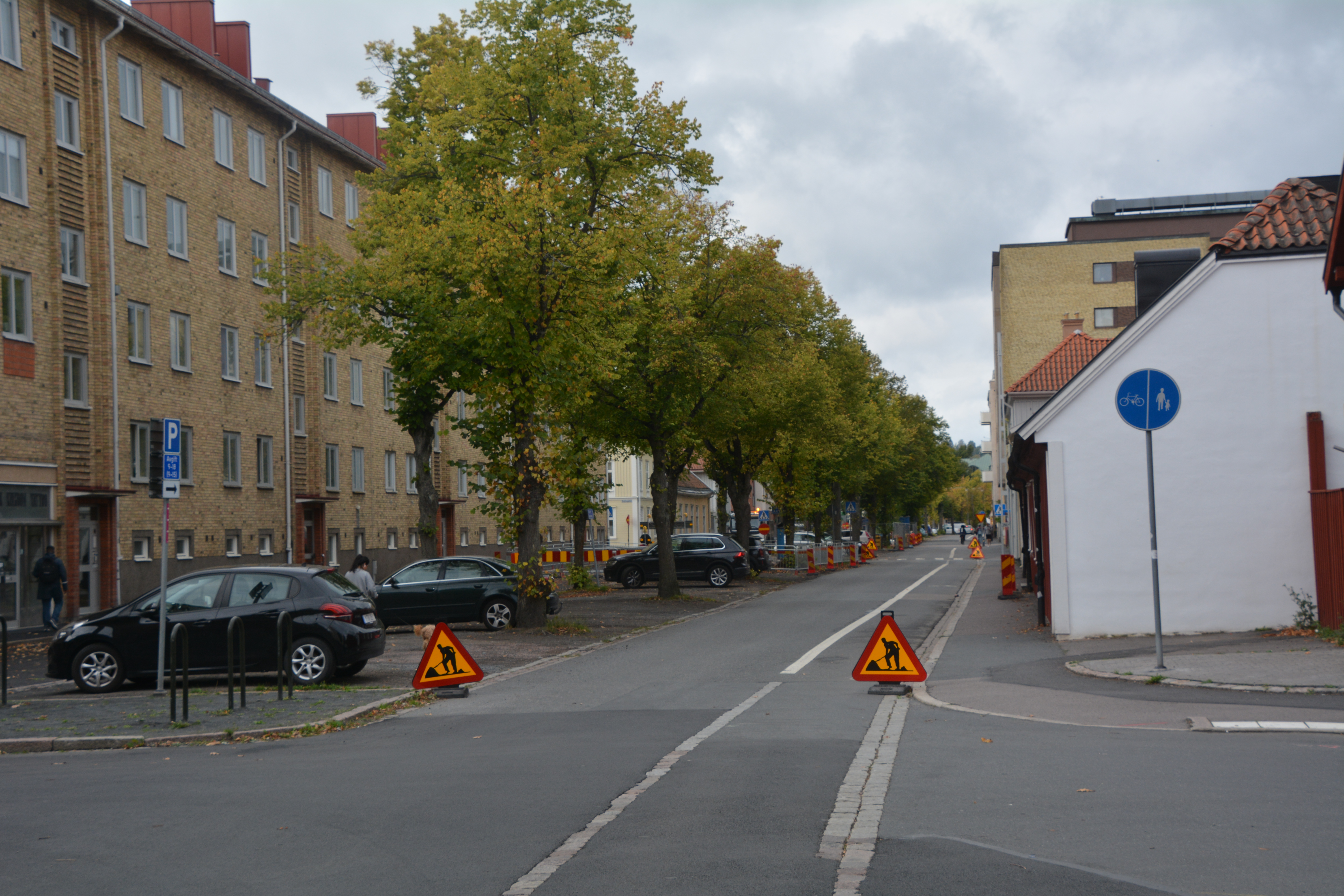
Kanalgatan nära Vedtorget

- Allianskyrkan, tidigare Betlehemskyrkan, Kanalgatan 15, ritad av Göran Pauli och uppförd 1935 för Jönköpings stadsmissionsförening
- Kanalgatan 20, Jönköpings äldsta folkskola, senare benämnd Östra skolan. Skolbyggnaden uppfördes 1824 i trä och var en lancasterskola till 1846 och därefter en vanlig folkskola. Skolan flyttade till Liljeholmen 1872, varefter byggnaden på Kanalgatan användes för ett av Ebba Ramsay initierat daghem för arbetande mödrar.
- Kanalgatan 28, Jönköpings elementarskola för flickor, eller Östra flickskolan, som 1886 flyttade till Norra Strandgatan
- Kanalgatan 33, ekonomibyggnad för Ulfsparregården, från 1700-talet
- Kvarteret Domaren 31, Kanalgatan 34–36, fyravåningars flerbostadshus i gult tegel från 1952, ritat av Boo D:son Widén. Byggnad med arkitektoniska värden enligt Jönköpings kommun.[3]

## Bildgalleri

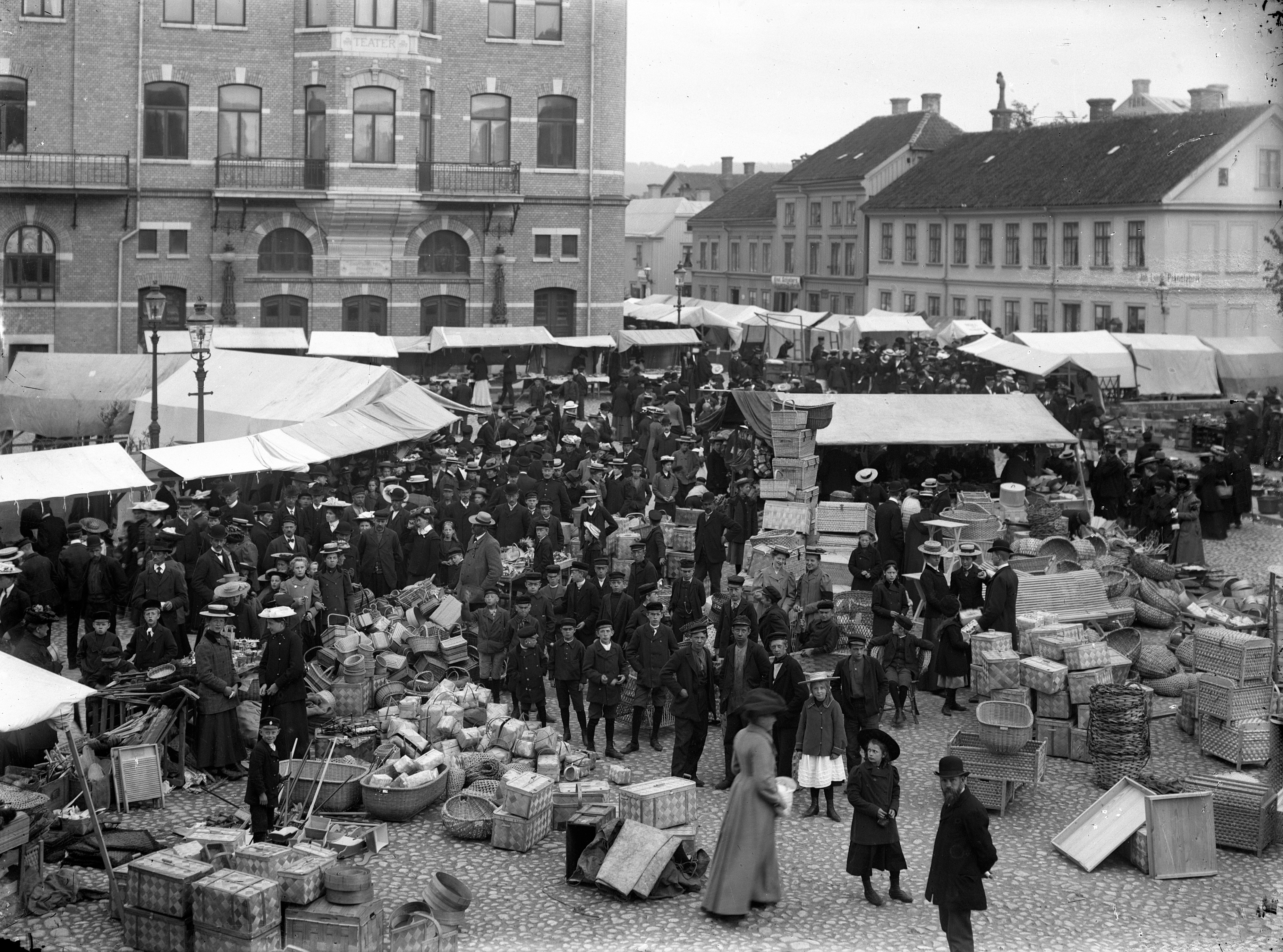
Jönköpings marknad på Hovrättstorget, före sekelskiftet 1800/1900. Set stora huset i bakgrunden är Jönköpings teater.
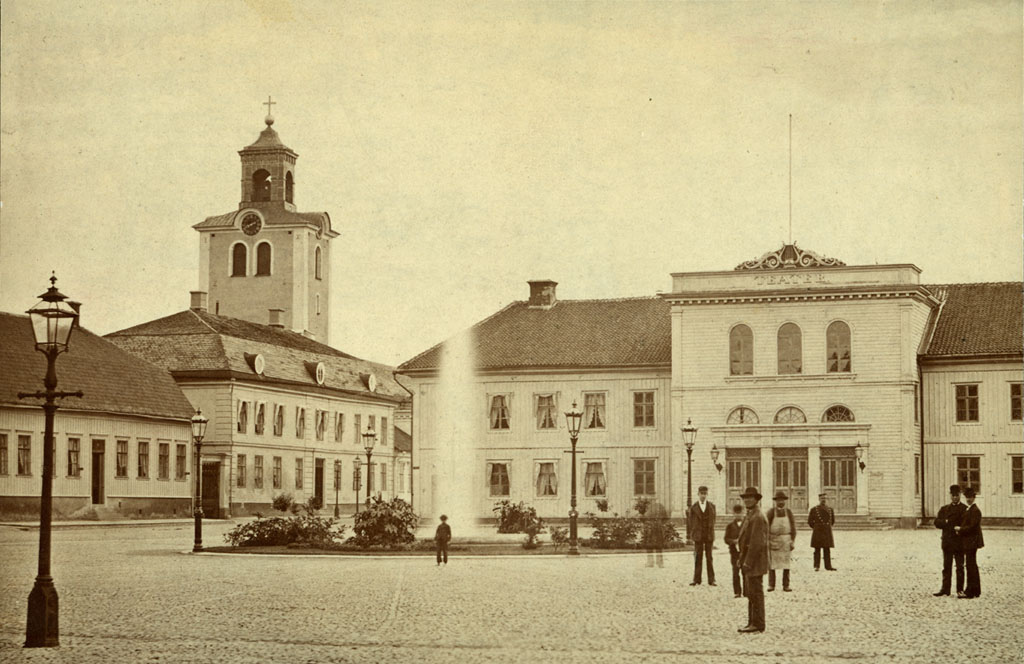
Hovrättstorget med gamla Jönköpings teater, före 1904. Kanalgatans västra ände ligger till höger utanför bilden
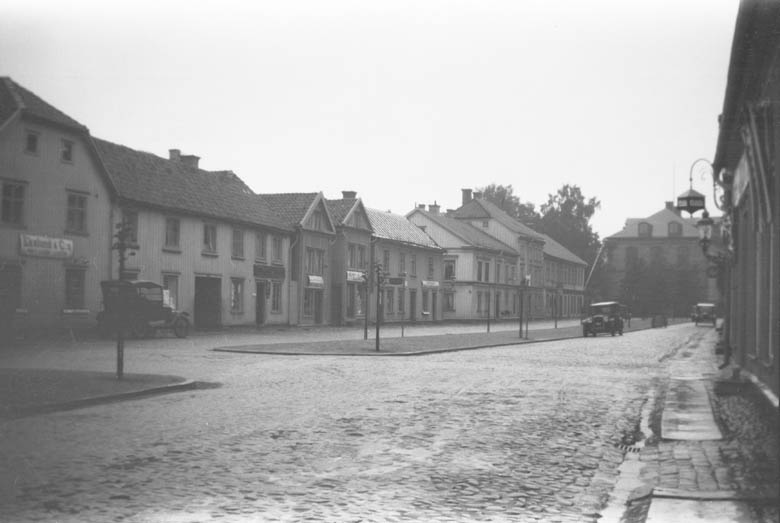
Kanalgatan sedd västerut från Östra torget, 1928
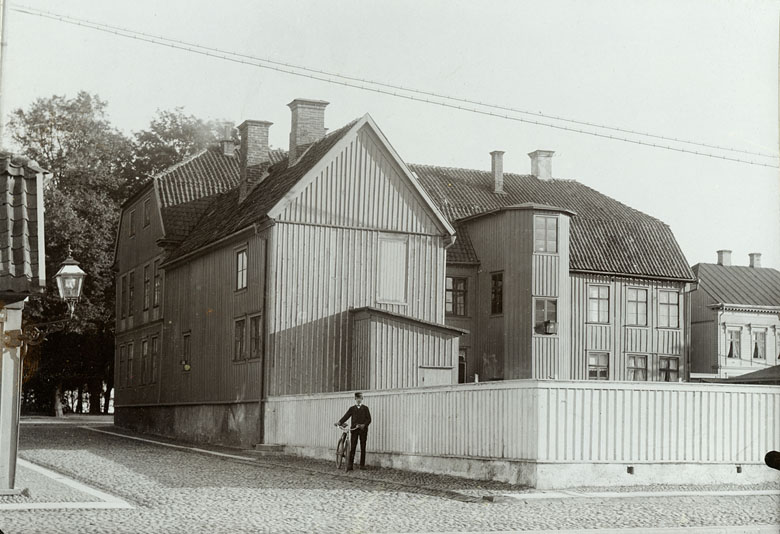
Kanalgatan 15, hörnet Kanalgatan/Stjärngränd, tomten efter Lundströmska huset, som brann ned 1903
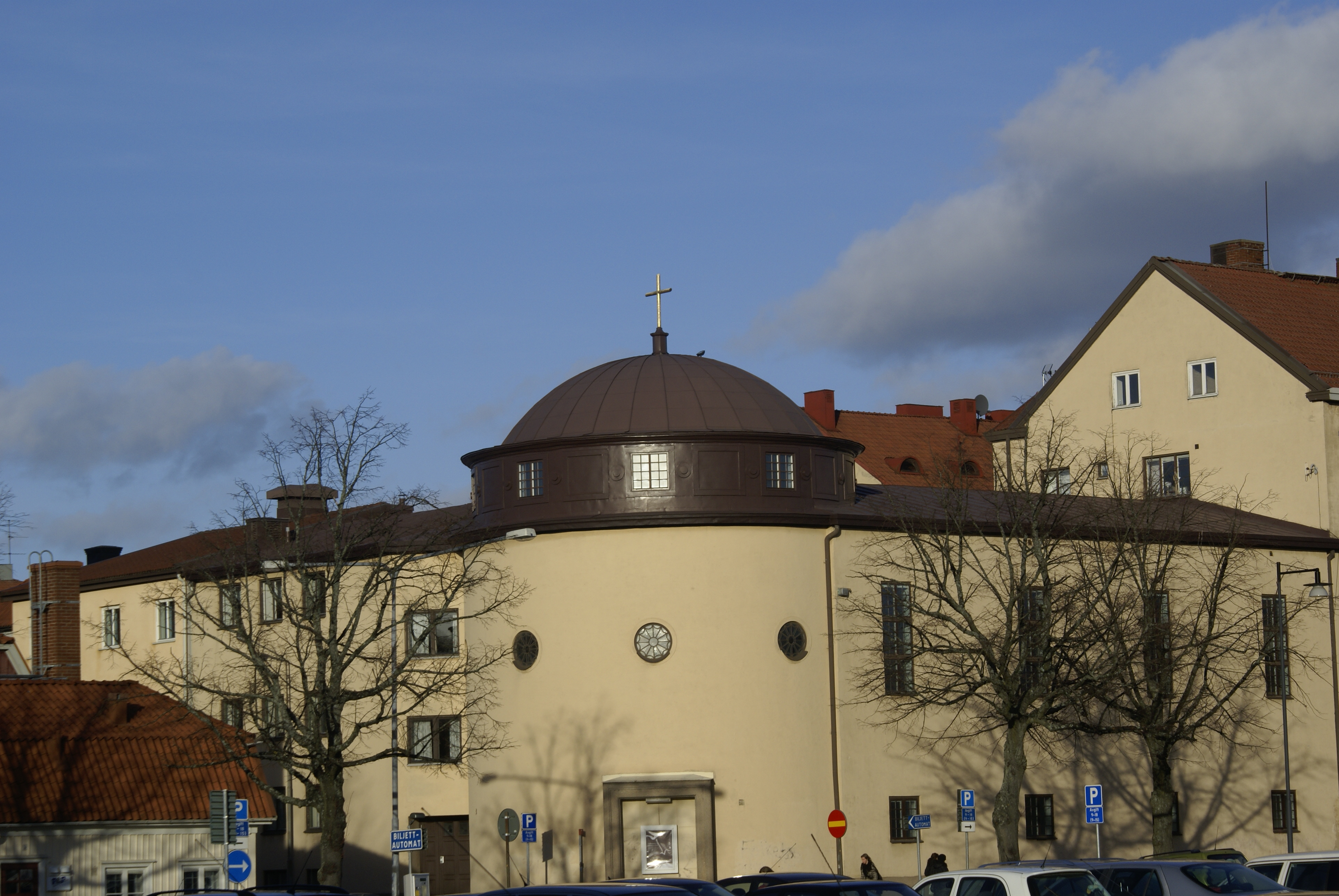
Allianskyrkan, Kanalgatan 15
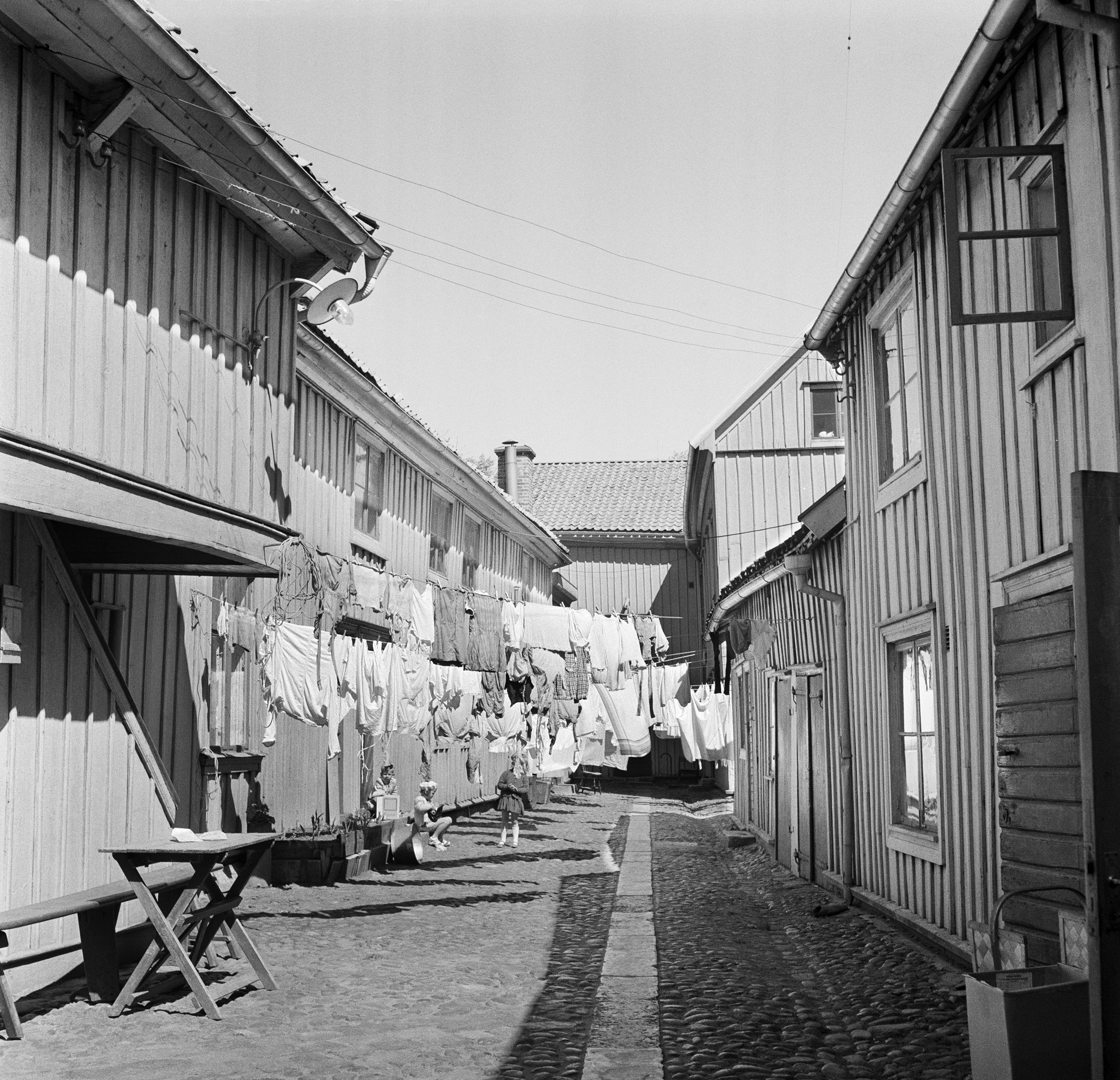
Gård vid Kanalgatan, 1947